# Edgar Brown (Botaniker)
Edgar Brown (* 25. September 1871 in Farmington, Ontario County, New York; † 10. November 1969 in Frederick, Frederick County, Maryland) war ein US-amerikanischer Botaniker.

## Leben

### Familie und Ausbildung
Der in der im Bundesstaat New York gelegenen Stadt Farmington aufgewachsene Edgar Brown, Sohn des Amos C. Brown und dessen Ehegattin Emma L. Smith Brown, wandte sich nach dem Besuch der öffentlichen Schulen dem Studium der Biologie am Union College in Schenectady im Bundesstaat New York zu, dort erfolgte 1895 seine Promotion zum Ph. D.
Seine erste Ehe schloss Edgar Brown am 14. August 1902 mit Harriet V. Tefft. Am 6. Juni 1934 heiratete er seine zweite Ehefrau Elizabeth T. Gould. Der in Mount Airy im Bundesstaat Maryland Residierende verstarb im Herbst 1969 im hohen Alter von 98 Jahren. Edgar Brown wurde auf dem Pine Grove Cemetery in Mount Airy beigesetzt.

### Beruflicher Werdegang
Edgar Brown erhielt nach seinem Studienabschluss eine Stelle als Botanist am Seed Testing Laboratory des U.S. Department of Agriculture in Washington, D.C., 1902 wurde er zum Principal Botanist befördert, 1938 wurde er in den Ruhestand verabschiedet. Er zählte überdies 1900 zu den Gründungsmitgliedern des Washington Biologists’ Field Club, zu dessen Honorary Member er 1960 ernannt wurde. Zwischen 1900 und 1901 diente er dort als Treasurer. Brown, 1908 Gründer der Official Seed Analysis Association, wurde zudem mit dem Honorary Fellowship des International Institute of Agricultural Botany in Cambridge in England ausgezeichnet. Er hielt darüber hinaus Mitgliedschaften in der Washington Academy of Science, der Phi Gamma Delta, der Sigma Xi, der Society of Friends sowie im Club Cosmos inne.
Edgar Brown, Verfasser von über 20 U.S. Department of Agriculture Publikationen, erarbeitete neue Prüfverfahren und Standards, darunter 1907 mit Joseph Duvel eine schnelle Methode zur Bestimmung der Feuchtigkeit im Getreide sowie 1928 einen Samenzähler.

## Schriften
- Alfalfa seed, in: Farmers' bulletin (United States. Department of Agriculture), no. 194., U.S. Dept. of Agriculture, Washington, D.C., 1904
- The Germination, Growing, Handling, and Adulteration of Bluegrass Seeds, in: Bulletin (United States. Bureau of Plant Industry), no. 84., G.P.O., Washington, D.C., 1905
- zusammen mit J. W. T. Duvel: A quick method for the determination of moisture in grain, in: Bulletin (United States. Bureau of Plant Industry), no. 99., Gov't Print. Off., Washington, D.C., 1907
- zusammen mit W. L. Goss: The germination of packeted vegetable seeds, in: Circular (United States. Bureau of Plant Industry), no. 101., U.S. Dept. of Agriculture, Bureau of Plant Industry : G.P.O., Washington, D.C., 1912
- zusammen mit Wyndham R. Dunstan, H. H. Hunter, George Massee: Planting in Uganda, Longmans, Green, & Co. [usw.], London, 1913
- Commercial Turkestan alfalfa seed, in: Bulletin of the U.S. Department of Agriculture, no. 138., U.S. Dept. of Agriculture, Washington, D.C., 1914
- What the farmer should expect from the seedsman, in: Yearbook, Nationale Regierungsveröffentlichung, U.S. Dept. of Agriculture, Washington, D.C., 1920, S. 343–346.
- zusammen mit Eben H. Toole, W. L. Goss: A seed counter, in: Circular (United States. Department of Agriculture), no. 53., U.S. Dept. of Agriculture, Washington, D.C., 1928
- Fresh fields and polders new : the story of the Zuiderzee works, Wageningen, 1938
- Dormancy and the effect of storage on oats, barley, and sorghum, in: Technical bulletin (United States. Department of Agriculture), no. 953., U.S. Dept. of Agriculture, Washington, D.C., 1948